# شهرستان صویر
ناحیهٔ صویر (به عربی: مدیریة صویر) یک ناحیه در یمن است که در استان عمران واقع شده‌است.
ناحیهٔ صویر ۲۰٬۸۵۴ نفر جمعیت دارد.